# Corey Gaines
Corey Gaines (* 1. Juni 1965 in Los Angeles, Kalifornien) ist ein US-amerikanischer Basketballtrainer und ehemaliger -spieler.
Von 1994 bis 1998 spielte er College-Basketball für die Loyola Marymount University. Beim  NBA-Draft 1988 wurde er an 65. Stelle von den Seattle SuperSonics ausgewählt. Während seiner NBA-Karriere spielte er unter anderem für die New Jersey Nets, die Philadelphia 76ers und die New York Knicks.
Nach Beendigung seiner Spielerkarriere fungierte er von 2006 bis 2007 zunächst als Assistenztrainerin und von 2007 bis 2013 als Head Coach für die WNBA-Mannschaft Phoenix Mercury. Anschließend war er als Assistenztrainer für die Phoenix Suns und von 2019 bis 2021 für die Washington Wizards tätig.